# 극장판 도라에몽: 진구의 남극 꽁꽁 대모험

일본판 포스터.

《극장판 도라에몽: 진구의 남극 꽁꽁 대모험》(일본어: 映画ドラえもん のび太の南極カチコチ大冒険 도라에몽 노비타노 난쿄쿠 카치코치 다이보켄[*]→직역: 도라에몽 노비타의 남극 카치코치 대모험)은 37번째 도라에몽 극장판이다.
캐치프레이즈는 "작은 계기가 장대한 모험의 시작이었다.", "그 우정은 10만년 앞까지도 얼지 않는다.", "10만년 후에 도와줘.", "얼음은 투명한 타임머신이다.", "시간을 넘는 것이 우정이겠지.", "링은 하나, 도와주고 싶은 별은 둘.", "진짜 친구와 가짜 친구. 무엇이 다른 것일까.", "7억년 전에 있었던 일은 내일 있어도 이상하지 않아."이다.

## 개요
극장판 최초로 남극이 배경이다. 2015년 개봉한 《극장판 도라에몽: 진구의 우주영웅기~스페이스 히어로즈~》 이후 2년만의 오리지널 작품이다. 원작은 텐토우무시코믹스 《도라에몽》 18권 수록 작품 〈대빙산의 작은 집〉이다.

### 연혁
- 2016년 7월 15일 - 정식으로 개봉한다는 취지가 발표된 공식 홈페이지 개설
- 2016년 7월 22일 - 티저 예고편 TV 애니메이션에서 공개. 오후 7시 30분에 공식 홈페이지에서도 공개(동시에 공식 YouTube에서도 공개[3]).
- 2016년 10월 28일 - 게스트 성우 발표
- 2016년 12월 1일 - 주제곡 아티스트가 히라이 겐이라는 사실 발표[4]
- 2016년 12월 2일 - 메인 예고편 공개[5]
- 2016년 12월 10일 - 공식 홈페이지 리뉴얼
- 2017년 3월 4일 - 개봉

### 게스트 성우
게스트 성우는 피겨 스케이트 선수인 아사다 마이와 오다 노부나리, 개그 콤비인 사반나의 4명이다. 아사다와 오다는 파오파오의 목소리를 담당하는 것 외에도 본작을 응원하는 〈남극 카치코치대〉(南極カチコチ隊)에 취임하였다. 응원 송인 파오파오 댄스가 TV 애니메이션 《도라에몽》의 엔딩 테마로 2016년 10월 28일부터 방송중이며 공식 YouTube 영상이 공개되었다.

### 흥행 성적
4월 16일까지 44일간 동원 365만 6559명, 흥행 수익 41억 4795만 7300 엔을 기록(도호의 조사)하였고 애니메이션 제2작2기 시리즈로는 최고 기록인 《극장판 도라에몽: 신 진구의 버스 오브 재팬》(2016년)을 경신하였다.

## 줄거리
한여름의 더위를 참지 못한 노비타 일행은 남극에 있는 거대한 빙산으로 향한다. 비밀도구 "얼음 세공기"(氷細工ごて)로 유원지를 만들고 있던 노비타 일행은 얼어있는 이상한 팔찌(링)를 보게 된다. 알아본 결과, 이 팔찌가 얼음에 묻힌 곳은 사람이 살고 있지 않았던 10만년 전의 남극이었다. 팔찌의 주인을 찾기 위해 일행은 남극으로 향한다. 그 전에 얼음 안에 갇혔던 거대한 도시 유적이 모습을 드러낸다. "10만 년 전에 가서 분실물을 보내자!" 비밀도구 "타임 벨트"(タイムベルト)로 일행은 10만년 전으로 향한다. 그리고 얼어버린 자신들의 별을 구하기 위해 우주를 여행하고 팔찌의 수수께끼를 쫓고 있는 소녀인 카라와 햣코이 박사를 만난다. 그리고 팔찌를 둘러싸고 도라에몽 일행은 지구가 얼어버릴 수도 있는 위기에 직면하게 된다.

## 목소리 출연
- 도라에몽 - 미즈타 와사비/채민지
- 노진구 - 오오하라 메구미/김정아
- 신이슬 - 카카즈 유미/조현정
- 만퉁퉁 - 기무라 스바루/최낙윤
- 왕비실 - 세키 토모카즈/이현주
- 오진숙 - 미쓰이시 고토노/임은정
- 노석구 - 마쓰모토 야스노리
- 도라미 - 치아키/김민정

## 게스트 캐릭터
카라 (カーラ)
목소리 - 쿠기미야 리에/송하림
얼어붙어버린 자신의 고향인 효가효가 별을 구하기 위해 필요한 팔찌(링)를 찾아 여행을 떠나 10만년 전의 지구를 방문한 소녀이다.
햣코이 박사 (ヒャッコイ博士)
목소리 - 나미카와 다이스케/김태훈
카라와 함께 지구를 방문한 박사.
파오파오 (パオパオ)
목소리 - 아사다 마이, 오다 노부나리
코끼리를 닮은 2마리의 동물. 노란 개체와 녹색 개체가 있으며 맘모스형으로 하늘을 날지는 않는다.
모후스케(モフスケ) / 유카탄(ユカタン)
목소리 - 엔도 아야/강은애, 도우야마 나오/장예나
파오파오와 동일한 개체로 모후스케는 현대의 남극에서 얼어 있던 개체로 노비타 일행에 의해 해동되어 10만년 전으로 함께 타임 슬립한다.
"모후스케"라는 이름은 노비타가 "(몸이) 모후모후(モフモフ : 복실복실)하니까"라는 이유에서 붙인 것이다.
옥토곤 (オクトゴン)
목소리 - 야기 마스미/이창민 (사반나)
고대의 유적을 지키는 문어 모양의 석상으로 약점은 소리이다.
야미테무 (ヤミテム)
목소리 - 다카하시 시게오/서반석 (사반나)
옥토곤과 마찬가지로 유적을 지키며 펭귄 모양의 석상이며 모양을 바꿀 수 있다. 그 능력으로 작중에서 도라에몽으로 변신하며 현대의 남극 장면에서도 도라에몽으로 변신한 상태에서 얼어 있었다.
브리자가 (ブリザーガ)
목소리 - 히라하라 아야카/김민주
온 몸이 얼음으로 만들어져 있는 거대한 생물이다. 원래는 카라 일행의 고향인 효가효가 별의 깊은 지하에 봉인되어 있었지만 어느 날 우연히 봉인이 풀렸다.

## 등장하는 비밀도구
- 타임 전화
- 어디로든 문
- 대나무 헬리콥터
- 얼음 세공기
- 푹신푹신 스프레이
- 얼음 연대 측정기
- 극지 탐험 수트
- 고코호레 와이어
- 극지 탐험 썰매
- 피효로 로프
- 빙판 탐험차
- 급속 냉각
- 타임 벨트
- 통역 곤약
- 고에가타마린
- 경음파 발진식 해수 격퇴기(驚音波発振式害獣撃退器)
- 벽지 하우스
- 도리요세 백
- 추적 뱃지
- 레이다 지도
- 찾는 물건 스틱
- 공기포
- 방패망토

## 스태프
2013년부터 TV 애니메이션의 그림 콘티, 연출, 각본, 원화를 담당하고 있는 다카하시 아쓰시가 영화 도라에몽 시리즈에서 처음으로 감독을 맡는다. 다카하시는 각본도 담당하고 전작 『극장판 도라에몽: 신 진구의 버스 오브 재팬』 (2016년)에 이어 제2기 영화 시리즈로는 3번째로 감독이 각본까지 맡는 작품이 되었다. 또한 일러스트레이터 효고노스케가 기용되고 있으며 이미지 보드 등을 다룬다.
- 원작 - 후지코 F. 후지오
- 감독 · 각본 · 그림 콘티 · 연출 - 다카하시 아쓰시
- 캐릭터 디자인 - 시미즈 히로시
- 미술 설정 - 이케다 유우지
- 미술 감독 - 타카키 사와코
- 촬영 감독 - 스에히로 다카하시
- 편집 - 고지마 도시히코
- 녹음 감독 - 다나카 아키요시
- 효과 - 이토카와 유키요시
- 음악 - 사와다 칸
- 치프 프로듀서 - 오오쿠라 슌스케, 오오카네 슈이치
- 프로듀서 - 다카하시 레나, 요시다 겐지, 나메리카와 신고, 마쓰이 사토시
- 텔레비전 애니메이션 프로듀서 - 시라쿠라 유키코, 가사이 마리코
- 제작 - 영화 도라에몽 제작위원회(후지코프로, 쇼가쿠칸, TV 아사히, ADK, ShoPro, 신에이 동화)
- 배급 - 도호

## 주제가
오프닝 테마 - 〈꿈을 이루어줘 도라에몽〉(夢をかなえてドラえもん)
작사 · 작곡 - 구로스 가쓰히코 / 편곡 - 오오쿠보 가오루 / 노래 - mao / 코러스 - 히마와리 키즈 (일본 컬럼비아)
본작에서는 오프닝이 이야기의 일부이며 이전 작품들처럼 오프닝이 독립되어 있지는 않다.
엔딩 테마 - 〈내 마음을 만들어 줘〉 (僕の心をつくってよ)
작사 · 작곡 · 노래 - 히라이 켄 (아리오라 재팬) / 편곡 - 가메다 세이지
삽입곡
〈파오파오 댄스〉(パオパオダンス)
작사 - 마이쿠스기야마 / 작곡 · 편곡 - 사와다 칸 / 노래 - 스기나마 어린이 합창단

## 관련 기획

### 파오파오 댄스
본작의 홍보를 목적으로 한 응원송이다.

### 만화판
《도라에몽 노비타의 남극 카치코치 대모험 개그 편》이라는 제목으로 《월간 코로코로 코믹》 2016년 12월호부터 연재가 시작되었다. 집필자는 무기와라 신타로이다. 또한 "협력"으로서 사반나의 다카히시 시게오가 기재되어 있다. 내용은 기존의 대장편과는 다르며 제목에 "개그 편"이 추가되어 있듯이 4컷짜리 개그 만화 형식이다.

### 가정용 게임
가정용 게임은 2017년 3월 2일 닌텐도 3DS 게임으로 출시되었다.

### 너의 파오파오 콘테스트
자신이 생각하는 파오파오의 모습을 그려서 응모하는 이벤트이다. 부문별로 최우수상을 1개씩 뽑아서 영화 팜플렛에 그 그림과 그 그림을 그린 사람의 이름을 올린다. 우수상은 각 부문별로 다르며 최소 2명에서 최대 20명까지 뽑는다. 우수상 상품은 각 부문별로 다르다. 도라에몽 채널에서는 〈도라에몽〉 제1권 세트를, 도라영화관에서는 응모자 본인이 생각하는 파오파오가 들어간 특제 포스터를, TV 아사히에서는 성우들의 사인이 들어간 포스터를, 후지코 F. 후지오 뮤지엄에서는 1/2 도라에몽 피규어를, 도라키즈 쇼가쿠칸 아카데미에서는 도라키즈 오리지널 QUO 카드와 쇼가쿠칸 아카데미 오리지널 문구 세트를, 도라제미에서는 도라제미 오리지널 도라에몽 북앤드를 증정한다.

### 도라에몽 제트

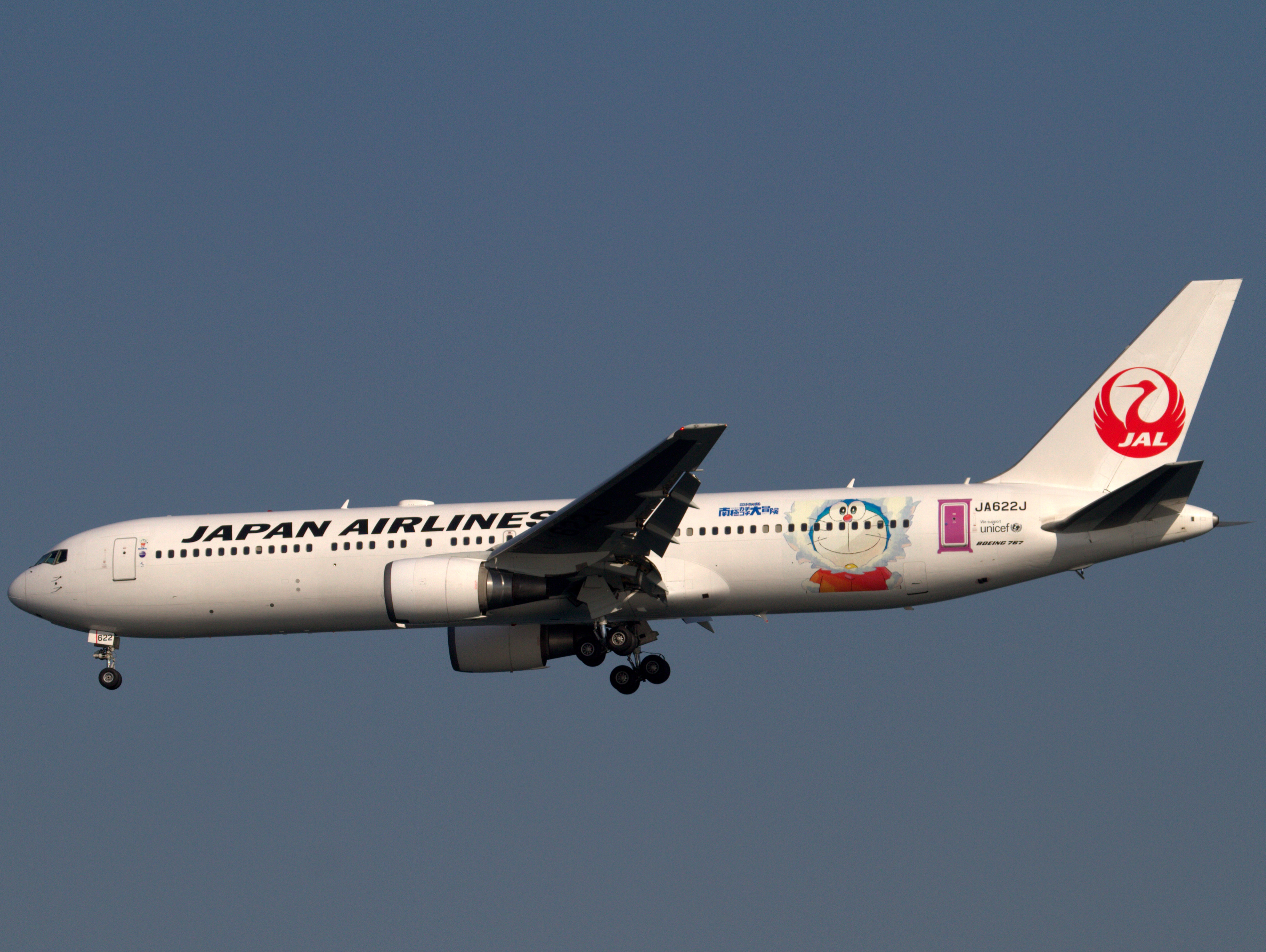
JAL 도라에몽 JET (타이 업 기획)

2016년 12월 30일의 하네다 발 후쿠오카 행 JL331편으로 취항하여 2017년 5월 하순까지 일본 국내선에서 운항될 예정이다. 또한 이와는 별도로 국제선에서 2016년 9월부터 2017년 3월까지 〈JAL 도라에몽 JET〉가 운항된다. 기재는 보잉 767-300ER 기종으로 기체 후방에 영화의 의상을 입은 도라에몽이 그려져 있으며 〈JAL 도라에몽 JET〉와 마찬가지로 후방의 승강구가 어디로든 문에 비유되어 분홍색으로 도색된다.

## 같이 보기
- 도라에몽의 영화 작품
- 애니메이션 영화
- 눈덩이 지구
- 도라에몽 제트